# Valjala
Valjala (in tedesco Wolde o Waldenburg) era un comune rurale dell'Estonia occidentale, nella contea di Saaremaa. Il centro amministrativo era l'omonimo borgo (in estone alevik).
È stato soppresso nel 2017 in seguito alla fusione di tutti i comuni dell'isola nel nuovo comune di Saaremaa.

## Località
Oltre al capoluogo il comune comprende 32 località (in estone küla), tutte indicate in passato con il loro (nome tedesco):
- Ariste (Harris)
- Jursi (Juhrs)
- Jõelepa (Jöggilep)
- Jööri (Jöhr)
- Kalju (Gross Kaljo)
- Kallemäe (Wexholm)
- Kalli (Kall)
- Kogula (Koggul)
- Koksi (Kokkist)
- Kuiste (Kuis)
- Kungla (Kungel)
- Kõnnu (Könno)
- Kõriska (Körrisk)
- Lööne (Köln bei Arensburg)
- Männiku (Mennick)
- Nurme (Norm)
- Oessaare (Oissar)
- Põlluküla (Pöllküll)
- Rahu (Rahck)
- Rannaküla (Rannaküll)
- Röösa (Rösarshof)
- Sakla (Sackla)
- Siiksaare (Sixar)
- Turja (Türja)
- Tõnija (Tönia)
- Undimäe (Hundimeggi)
- Vanalõve (Alt-Löwel)
- Veeriku (Weerick)
- Vilidu (Willid)
- Võrsna (Würtzen)
- Väkra (Wecker)
- Väljaküla (Villiküll).

## Monumenti e luoghi d'interesse
La più antica chiesa in Estonia è la  chiesa di Valjala, la cui costruzione è iniziata nel 1227.